# Alveolengängige Fraktion

Konventionswerte für einatembare Fraktion, thorakale Fraktion und alveolengängige Fraktion als Funktion des aerodynamischen Durchmessers gemäß DIN EN 481

Als alveolengängige Fraktion (respirable fraction) wird unter anderem in den Normen EN 481, ISO 7708, EN ISO 10882-1 und EN 14042 der Massenanteil der Schwebstoffe bzw. luftgetragenen Partikel bezeichnet, der bis in die nichtciliierten Luftwege vordringt. Sie ist eine Größe zur Beurteilung möglicher Gesundheitsgefahren am Arbeitsplatz und hängt unter anderem von der jeweiligen betrachteten Person und deren Atmungsweise ab. Per Konvention wird in der Norm EN 481 festgelegt, dass die alveolengängige Fraktion durch Berechnung über die einatembare Fraktion ermittelt wird: „Der Prozentsatz […] der einatembaren Konvention, der mit einem aerodynamischen Durchmesser D in Mikrometer zu sammeln ist, ergibt sich aus einer kumulierten Lognormalverteilung mit einem Medianwert von 4,25 µm und einer geometrischen Standardabweichung von 1,5.“ Für die Zielgruppe „kranke oder geschwächte Personen oder Kinder“ definiert die Norm ISO 7708 abweichend dazu einen Medianwert von 2,5 µm.  Diese Definition wird auch zur Definition der Feinstaub-Kategorie PM2.5 herangezogen.
Mit Bezug auf die Norm DIN EN 481 wird in verschiedenen Technischen Regeln für Gefahrstoffe (TRGS) die alveolengängige Fraktion als „A-Staub“ oder „alveolengängige Staubfraktion“ bezeichnet. Der Begriff „A-Staub“ wird auch – zusammen mit dem Begriff  „A-Staubfraktion“ – in der Norm DIN 33897 Teil 1 als Synonym für „alveolengängige Fraktion“ verwendet.
Die Verwendung von Messgeräten, die der Johannesburger Konvention folgen, lässt die Norm EN 481 zur Bestimmung der alveolengängigen Fraktion jedoch weiterhin zu, da diese etwa 20 % höhere Ergebnisse anzeigen.